# 巴耶纳
巴耶纳（Bayana），是印度拉贾斯坦邦Bharatpur县的一个城镇。总人口33504（2001年）。

## 人口
该地2001年总人口33504人，其中男性17996人，女性15508人；0—6岁人口5569人，其中男3042人，女2527人；识字率63.65%，其中男性为74.36%，女性为51.21%。